# 約翰山坎特伯雷大學天文台
約翰山坎特伯雷大學天文台（University of Canterbury Mount John Observatory），前身為約翰山大學天文台（Mt John University Observatory），是紐西蘭首屈一指的天文研究天文台。
約翰山坎特伯雷大學天文台位於紐西蘭南島麥肯齊盆地（Mackenzie Basin）北端的約翰山頂，海拔1,029 公尺（3,376 英尺），於1965年建立。約翰山坎特伯雷大學天文台有許多望遠鏡，包括一台0.4公尺望遠鏡、兩台0.6公尺望遠鏡、一台1.0公尺望遠鏡和一台1.8公尺 MOA 望遠鏡。最近的人口中心是度假小鎮蒂卡普湖（人口 > 500）。約翰山坎特伯雷大學天文台大約有 20% 的夜晚用於光度測定，更多的夜晚用於光譜和直接成像光度測定。

## 外部連結
- University of Canterbury Mount John Observatory - current webpage
- Mount John University Observatory - 2004 webpage
- HERCULES website
- MOA website
- Stars in a Cluster and other documents relating to the Observatory on archive.org
- Dark Sky Project website